# شفیلد (ماساچوست)
شفیلد، ماساچوست
شفیلد(به انگلیسی: Sheffield) شهرکی در شهرستان برکشایر ایالت ماساچوست می‌باشد که در سال ۱۷۳۳ بنیان‌گذاری شده‌است. این شهرک در سرشماری سال ۲۰۱۰ میلادی، ۳٬۲۵۷ نفر جمعیت داشته‌است.